# Figli illegittimi dei sovrani russi
Lista dei figli illegittimi di imperatori russi comprende sia quelli riconosciuti illegittimi dai governanti russi e figli a cui vi erano attribuite le voci, e la maggior parte dei nomi si riferisce a quest'ultima categoria.

## Pietro I
Pietro I ebbe diversi figli con Caterina prima che lei divenisse sua moglie e che furono quindi considerati illegittimi alla nascita e solo successivamente legittimati, quando i loro genitori si sposarono pubblicamente. 
Oltre a questi, Pietro ebbe numerose amanti e almeno tre figli illegittimi accertati, seppur morti tutti infanti o in utero.
Le voci inoltre lo volevano padre biologico di Pëtr Rumjancev-Zadunajskij, figlio della contessa Marija Andreevna Matveeva, moglie di Aleksandr Ivanovič Rumjancev che alcuni ritenevano essere stata amante dello zar. 

## Elisabetta I
Dopo la morte di Elisabetta, ufficialmente senza figli, ci furono molti impostori che si definivano i suoi figli dal suo matrimonio con Razumovskij. Tra questi, la figura più nota era la principessa Tarakanova. Secondo diverse fonti, Elisabetta ebbe due figli: un figlio maggiore (da Razumovskij) e una figlia (dal conte Šuvalov).

## Caterina II
| Immagine | Nome                           | Vita                              | Padre                           |                                                                |
| -------- | ------------------------------ | --------------------------------- | ------------------------------- | -------------------------------------------------------------- |
|          | Paolo I di Russia              | 20 settembre 1754 - 11 marzo 1801 | Pietro III o Sergej Saltykov    | La sua paternità rimane uno dei misteri della Casa dei Romanov |
|          | Aleksandra von Engelhardt      | 1754 - 1838                       | Wassily von Engelhardt          | La maternità di Caterina era una voce diffusa ma infondata     |
|          | Anna Petrovna Poniatowski      | 9 dicembre 1757 - 8 marzo 1759    | Stanislao II di Polonia         |                                                                |
|          | Aleksej Grigor'evič Bobrinskij | 22 aprile 1762 - 2 luglio 1813    | Grigorij Grigor'evič Orlov      |                                                                |
|          | Elizaveta Grigor'evna Temkina  | 13 luglio 1775 - 25 maggio 1854   | Grigorij Aleksandrovič Potëmkin |                                                                |

## Paolo I
| Immagine | Nome                  | Vita                  | Madre                          |  |
| -------- | --------------------- | --------------------- | ------------------------------ |  |
|          | Ivan Nikitič Inzov    | 1768 — 1845           | sconosciuta                    |  |
|          | Semën Afanas'evič     | 1772 - 24 agosto 1794 | Sof'ja Stepanovna Razumovskaja |  |
|          | Marfa Pavlovna Mušina | 1801 - 1803           |                                |  |

## Alessandro I
| Immagine | Nome                                      | Vita                                | Madre                                     |  |
| -------- | ----------------------------------------- | ----------------------------------- | ----------------------------------------- |  |
|          | Nikolaj Lukas                             | 11 dicembre 1796 - 20 gennaio 1868  | Sof'ja Sergeevna Vsevolozhskaja           |  |
|          | Elizaveta Dmitrievna Naryškina            | 1803                                | Marija Antonovna Czetwertyński-Światopełk |  |
|          | Elizaveta Dmitrievna Naryškina            | 1804                                | Marija Antonovna Czetwertyński-Światopełk |  |
|          | Zinaida Dmitrievna Naryškina              | 1804                                | Marija Antonovna Czetwertyński-Światopełk |  |
|          | Sof'ja Dmitrievna Naryškina               | 1806 - 18 maggio 1810               | Marija Antonovna Czetwertyński-Światopełk |  |
|          | Emmanuel Dmitrievič Naryškin              | 30 luglio 1813 - 31 dicembre 1901   | Marija Antonovna Czetwertyński-Światopełk |  |
|          | Maria Paris                               | 18 marzo 1814 - 1874                | Marguerite Josephine Weimer               |  |
|          | Wilhelmina Pauline Alexandrina Alexandrov | 1816 - 4 giugno 1863                | sconosciuta                               |  |
|          | Gustav Ehrenberg                          | 1818 - 1895                         | Weronika Helena Dzierżanowska             |  |
|          | Maria Nelidova                            | 20 marzo 1819 - 19 dicembre 1843    | Varvara Il'inična Turkestanova            |  |
|          | Nikolaj Vasil'evič Isakov                 | 10 febbraio 1821 - 25 febbraio 1891 | Marija Ivanovna Karačarova                |  |

## Nicola I
| Immagine | Nome                             | Vita                               | Madre                             |                                                                    |
| -------- | -------------------------------- | ---------------------------------- | --------------------------------- | ------------------------------------------------------------------ |
|          | Fëdor Fëdorovič Trepov           | 1812 - 1889                        |                                   |                                                                    |
|          | Natalia Vadimova                 | 1819 - 1876                        |                                   |                                                                    |
|          | Joséphine Koberwein              | 12 maggio 1825 - 23 febbraio 1893  | Marianne Rutenskiöld              | Sposò il pittore Joseph Fricero                                    |
|          | Sergej Petrovič Ušakov           | 20 gennaio 1828 - 19 marzo 1894    | Marija Antonovna Tarbeeva         | Aveva una straordinaria somiglianza con l'imperatore Alessandro II |
|          | Ol'ga Karlovna Albrecht          | 10 luglio 1828 - 20 gennaio 1898   | Varvara Sergeevna Jakovleva       | Sposò Magnus Magnusovič Rejtern                                    |
|          | Aleksej Petrovič Paškin          | 17 aprile 1831 - 20 giugno 1863    | Varvara Arkad'evna Nelidova       |                                                                    |
|          | Sof'ja Sergeevna Trubeckaja      | 1838 - 1898                        | Ekaterina Petrovna Musina-Puškina |                                                                    |
|          | Konstantin Petrovič Klejnmichel' | 5 settembre 1840 - 26 ottobre 1912 | Varvara Arkad'evna Nelidova       |                                                                    |
|          | Kat'ja d'Andrini                 | 1849 - 1937                        |                                   |                                                                    |

## Alessandro II
| Immagine | Nome                                | Vita                              | Madre                             |                        |
| -------- | ----------------------------------- | --------------------------------- | --------------------------------- | ---------------------- |
|          | Aleksandr Sergeevič Demboveckij     | 1840 - 1914                       |                                   | Governatore di Mogilëv |
|          | Evgenij Ivanovič Alekseev           | 13 maggio 1843 - 27 maggio 1917   |                                   |                        |
|          | Michail-Bogdan Oginskij             | 10 ottobre 1848 - 25 marzo 1909   | Ol'ga Kalinovskaja                |                        |
|          | Antoinette Bayer                    | 20 giugno 1856 - 24 gennaio 1948  | Wilhelmina Bayer                  |                        |
|          | Marija Klavdievna Pjatkovskaja      | 1858 - 1928                       |                                   |                        |
|          | Aleksandrina Vladimirovna Armfelt   |                                   | Aleksandrina Bilderling           |                        |
|          | Joseph Raboksic                     | 1867 - 1907                       | Principessa Lubomirska            |                        |
|          | Georgij Aleksandrovič Jur'evskij    | 2 maggio 1872 - 13 settembre 1913 | Ekaterina Michajlovna Dolgorukova |                        |
|          | Ol'ga Aleksandrovna Jur'evskaja     | 7 novembre 1873 - 10 agosto 1925  | Ekaterina Michajlovna Dolgorukova |                        |
|          | Boris Aleksandrovič Jur'evskij      | 23 febbraio - 11 aprile 1876      | Ekaterina Michajlovna Dolgorukova |                        |
|          | Ekaterina Aleksandrovna Jur'evskaja | 9 settembre 1878 - 10 agosto 1959 | Ekaterina Michajlovna Dolgorukova |                        |